# Tony Wegas
Tony Wegas (født 3. maj 1965) er en østrigsk sanger, som repræsenterede Østrig ved Eurovision Song Contest i både 1992 og 1993. 

## Privatliv
Tony Wegas kæmpede en lang kamp mod stoffer og alkohol. I 1998 blev han anholdt for at røve en ældre dame for hendes penge, for at kunne betale sin narkotikagæld. Han tilbragte efterfølgende tid i fængslet, men er i dag sober og stoffri.

## Diskografi

### Studiealbumss
- 1994 – Feuerwerk
- 1995 – ...für Dich
- 2004 – The Very Best Of

### Singler
- 1990 – "Copa Cagrana" / "Conga Cagrana"
- 1992 – "Zusammen geh'n"